# Nesticus flavidus
Nesticus flavidus är en spindelart som beskrevs av Paik 1978. Nesticus flavidus ingår i släktet Nesticus och familjen grottspindlar. Inga underarter finns listade i Catalogue of Life.